# Altendorf (Gemeinde Wolfsberg)
Altendorf ist ein Dorf bei Sankt Michael im Lavanttal in der Stadtgemeinde Wolfsberg in Kärnten, in Österreich. Altendorf hat 421 Einwohner (Stand 1. Jänner 2024).

## Geographie
Das auf 483 m ü. A. gelegene Dorf wird von dem St. Thomaser Bach durchflossen.

## Geschichte
Das Dorf bestand früher aus nur wenigen Bauernhöfen, heute befinden sich hier einige Siedlungen, die immer noch ausgebaut werden. Allein in den zehn Jahren zwischen 2001, als für Altendorf bei der Volkszählung 105 Einwohner festgestellt wurden, und 2011 hat sich die Einwohnerzahl fast vervierfacht.

## Sehenswürdigkeiten
Das Altendorfer Pestkreuz zählt zu den bekanntesten Bauwerken in Altendorf. Hier findet jährlich die Fleischweihe zu Ostern statt. Am 1. Mai findet jedes Jahr eine Prozession ausgehend vom Pestkreuz bis zur Pfarrkirche St. Michael statt.